# Leiobunum dromedarium
Leiobunum dromedarium is een hooiwagen uit de familie Sclerosomatidae.